# Опіковий шок
Опіковий шок — вид шоку в людини, при якому виникає загроза для життя внаслідок дії опікових чинників.
Найвизначнішими патофізіологічними механізмами у виникненні опікового шоку є гіповолемія та больовий синдром.
У комбустіології важливим у практичному плані є діагностика опікового шоку як початкового прояву опікової хвороби.

## Прояви
Тривалість цього виду шоку від кількох годин до 3 діб з моменту отримання опіку. Все залежить від ступеня (глибини) та площі опіків, загального стану та віку пацієнта: чим більше ушкоджень і вони глибші тим коротша тривалість, та навпаки.
Як і при більшості видів шоків, опіковий, має 2 фази перебігу — еректильну та торпідну.
У першій фазі постраждалий збуджений, може кричати, плакати, стрибати (тощо), здійснювати неадекватні вчинки. Цю фазу також називають фазою «яскравих проявів», вона завжди набагато коротша в часі, за торпідну або фазу «прихованих змін». Центральна нервова система (ЦНС) швидко виснажується, і як наслідок настає гальмування, що проявляється різними ступенями порушення свідомості аж до непритомності. Також відбуваються інші тяжкі метаболічні зміни, централізація кровообігу, що сумарно приводить до розвитку опікової хвороби, смерті.
Вирізняють 4 ступені тяжкості проявів опікового шоку (I-ий легкий, IV-ий найтяжчий).
- I ступінь — свідомість збережена, шкіра бліда. Непокоїть спрага, нудота, рідко - блювання. Помірна тахікардія, артеріальний тиск (АТ) — збережений. У крові - незначна гемоконцентрація — Hb - до 150 г/л, еритроцити до 5х1012 /л, електролітний баланс в межах норми, функція нирок збережена.
- II ступінь (середньотяжкий шок) — свідомість збережена, однак хворий загальмований. Шкіра, окрім обпечених ділянок, бліда, суха, холодна. Розвиваються гарячка, спрага та нудота. Тахіпноє — 25 вдихів за 1 хвилину, тахікардія до 120 уд/хв, артеріальна гіпотензія. У крові — гемоконцентрація — Hb — до 160—180 г/л. Олігурія, гематурія, альбумінурія.
- III ступінь (тяжкий шок) — загальний стан тяжкий. Свідомість збережена, але сплутана (сопор), шкіра ціанотична, холодна. Турбує спрага і блювання. Тахіпноє — 25-30 рухів за 1 хв, тахікардія до 120—130 уд/хв, значна артеріальна гіпотензія. У крові — значна гемоконцентрація — Hb - до 180—200 г/л. анурія, гематурія. Проявляються перші ознаки парезу кишечника.
- IV ступінь (дуже тяжкий шок) — свідомість відсутня, шкіра ціанотична, холодна. На перше місце виходять ознаки паралітичної кишкової непрохідності, блювання по типу «кавової гущі». Тахіпноє — більше 30 вдихів за 1 хвилину, тахікардія, ниткоподібний пульс, гіпотензія — менше 100 мм рт. ст. Неймовірно висока гемоконцентрація — Hb - до 200—240 г/л, еритроцити — до 7-8х1012/л, азотемія — 0,4-1,4 г/л, гіперкалійемія — понад 8 ммоль/л, гіпонатрійемія — менше 130 ммоль/л., анурія.

Якщо постраждалий організм витримає опіковий шок самостійно чи з медичною допомогою, розвивається наступна стадія опікової хвороби — токсемія.

## Лікування
Опіковий шок вимагає невідкладних як долікарських так і лікарських та висококваліфікованих дій, які забезпечать швидке та якісне видужання хворого. Обсяг лікувальних заходів у першу чергу залежить від ступеня тяжкості опікового шоку.
Із загальних принципів невідкладної (долікарської) допомоги при опіках можна виділити:
- усунення постраждалого від джерела опіку,
- звільнення від одягу обпечених ділянок,
- перевірка наявності життєвоважливих функцій, при їх відсутності — серцево-легенева реанімація,
- знеболення — внутрішньом'язево або внутрішньовенно вводять наркотичні анальгетики, на до госпітальному етапі можна давати таблетовані (краще, швидкорозчинні) анальгетики,
- охолодження обпечених ділянок, накладання асептичної пов'язки, іммобілізація ліктьової вени, введення кровозамінників та сольових розчинів, препаратів які впливають на реологічні властивості крові,
- термінова госпіталізація машиною швидкої допомоги.